# Shea Holbrook

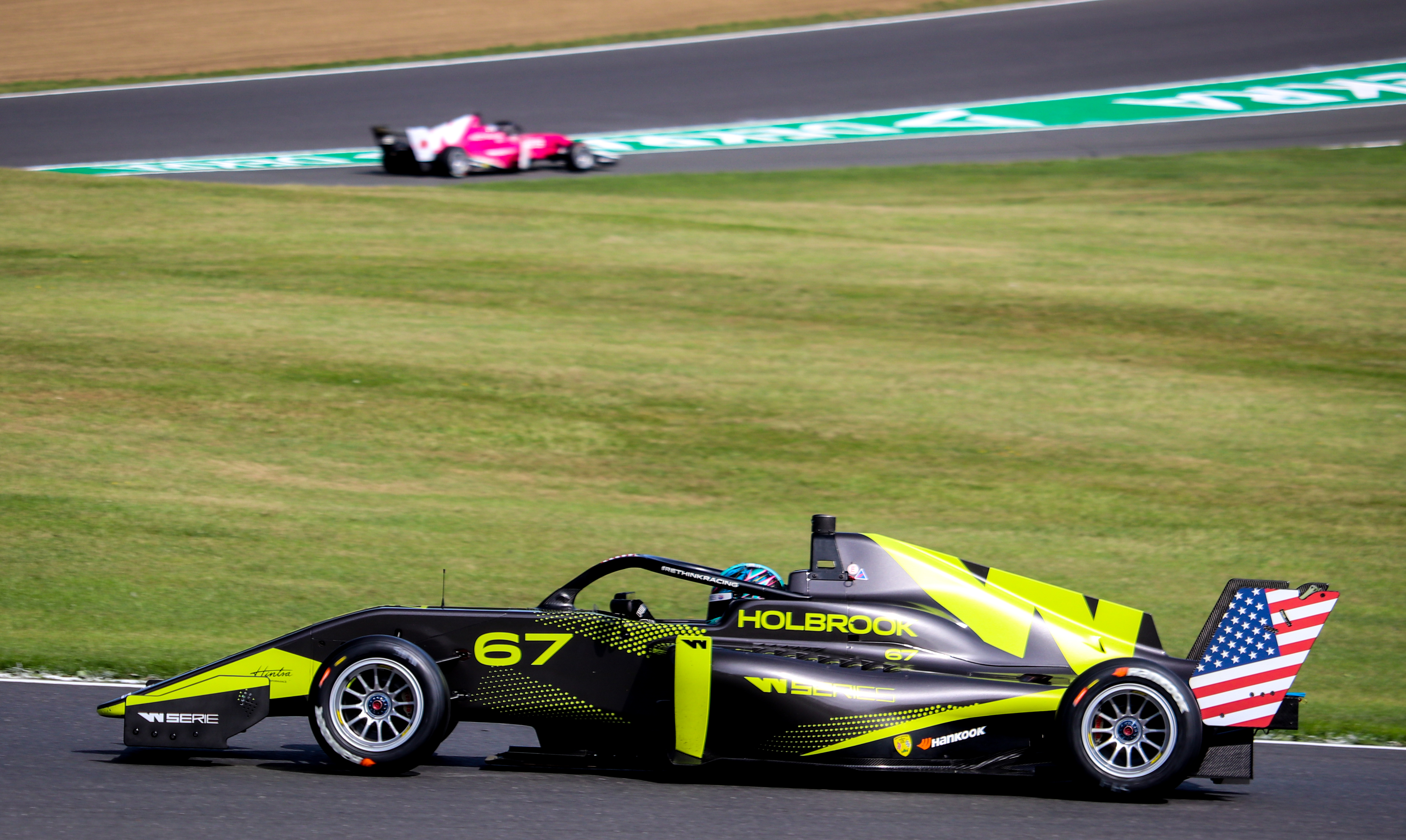
Shea Holbrook 2019 in der W Series

Shea Holbrook (* 10. April 1990 in Orange Park) ist eine US-amerikanische Unternehmerin, Sprecherin und Automobilrennfahrerin.

## Karriere als Rennfahrerin
Shea Holbrook begann Ende der 2000er Jahre mit dem Motorsport und fuhr 2008 einen Mazda Miata in der Teen Mazda Challenge East Coast (TMC) und belegte einen fünften Gesamtplatz. Parallel startete sie in dem Jahr auch in der FASCAR Late Model Challenge Series und erreichte den 20. Platz in der Gesamtwertung.
2010 und von 2012 bis 2017 ging sie in der Pirelli World Challenge mit ihrem eigenen Team Shea Racing an den Start. Dort fuhr sie zunächst einen Honda Integra Type R und später hauptsächlich einen Honda Civic Si in der Touring Car- und TCA-Wertung. Ihr bislang bestes Ergebnis in der Serie und auch in ihrer Motorsportkarriere war 2014 der TCA-Vizemeistertitel.
In der Saison 2017 und 2018 startete sie in der Am-Wertung der Lamborghini Super Trofeo. Im ersten Jahr ging sie mit einem Lamborghini Huracán LP620-2 in der Markenmeisterschaft North America und im folgenden Jahr mit einem Lamborghini Huracán ST in dem World Final an den Start. 2017 wurde sie Sechste in der Am-Wertung.
2019 fuhr sie erstmals Formelrennwagen in der W Series und in der Amerikanischen Formel-3-Meisterschaft. In der W Series 2019 belegte am Ende den 18. Platz und in der Amerikanischen Formel-3-Meisterschaft den 13. Platz in der Gesamtwertung.
2020 pausierte sie mit dem Motorsport und wurde Mutter einer Tochter.
2018 fuhr sie den Dragster für den Radfahr-Geschwindigkeitsweltrekord, den die Radrennfahrerin Denise Mueller-Korenek mit 296 km/h aufstellte.

## Karriere als Unternehmerin
2010 gründete Holbrook ihr Rennteam Shea Racing, dass sie bis 2017 leitete. Aktuell verantwortet sie das Team Maverick by Shea Racing, mit dem sie im Global MX-5 Cup antritt.

## Statistik

### Einzelergebnisse in der W Series
| Jahr | 1   | 2   | 3   | 4   | 5   | 6   | Punkte | Rang |
| ---- | --- | --- | --- | --- | --- | --- | ------ | ---- |
| 2019 | HOC | ZOL | MIS | NOR | ASS | BRA | 0      | 18.  |
| 2019 | 16  | 12  | 16  | 15  | 16  | 17  | 0      | 18.  |